# Liste de jeux Sierra
La liste de jeux Sierra répertorie les jeux développés et édités par l'entreprise Sierra Entertainment, anciennement Sierra On-Line.
| Année | Titre                                                                            | Développeur                  | Genre                                         | Plate-forme                                                        |
| ----- | -------------------------------------------------------------------------------- | ---------------------------- | --------------------------------------------- | ------------------------------------------------------------------ |
| 1980  | Hi-Res Cribbage                                                                  | Warren Schwader              | Jeu de cartes                                 | Apple II                                                           |
| 1980  | Hi-Res Football                                                                  | Jay Sullivan                 | Jeu de sport                                  | Apple II                                                           |
| 1980  | Mission Asteroid (en)                                                            | Ken et Roberta Williams      | Jeu d'aventure                                | Apple II – Atari 8-bit, C64                                        |
| 1980  | Mystery House                                                                    | Ken et Roberta Williams      | Jeu d'aventure                                | Apple II                                                           |
| 1980  | SuperScript                                                                      | David Kidwell                | Traitement de texte                           | Apple II                                                           |
| 1980  | Wizard and the Princess                                                          | Ken et Roberta Williams      | Jeu d'aventure                                | Apple II – Atari 8-bit, C64, IBM PC                                |
|       |                                                                                  |                              |                                               |                                                                    |
| 1981  | Cranston Manor (en)                                                              | Ken Williams, Harold DeWitz  | Jeu d'aventure                                | Apple II                                                           |
| 1981  | Crossfire                                                                        | Jay Sullivan                 | Shoot 'em up                                  | Apple II – Atari 8-bit, C64, IBM PC, VIC-20                        |
| 1981  | Gobbler (en)                                                                     | Olaf Lubecke                 | Jeu de labyrinthe                             | Apple II                                                           |
| 1981  | Jawbreaker                                                                       | John Harris                  | Jeu de labyrinthe                             | Apple II – Atari 8-bit, C64, TI 99/4A, VIC-20                      |
| 1981  | Laf Pak (compilation)                                                            | Chuck Beuche                 | Jeu d'action                                  | Apple II                                                           |
| 1981  | Pegasus II                                                                       | Olaf Lubecke                 | Shoot 'em up                                  | Apple II                                                           |
| 1981  | Sabotage                                                                         | Mark Allen                   | Shoot 'em up                                  | Apple II                                                           |
| 1981  | Softporn Adventure                                                               | Chuck Benton                 | Jeu d'aventure                                | Apple II – Atari 8-bit, IBM PC                                     |
| 1981  | Threshold                                                                        | Warren Schwader              | Shoot 'em up                                  | Apple II – Atari 8-bit, C64, VIC-20                                |
| 1981  | Ulysses and the Golden Fleece                                                    | Ken Williams, Bob Davis      | Jeu d'aventure                                | Apple II – Atari 8-bit, C64, IBM PC                                |
|       |                                                                                  |                              |                                               |                                                                    |
| 1982  | Bop-A-Bet (en)                                                                   | Mike McChesney               | Jeu de lettres                                | Apple II                                                           |
| 1982  | Cannonball Blitz                                                                 | Olaf Lubeck                  | Jeu de plates-formes                          | Apple II – TI-99/4A, VIC-20                                        |
| 1982  | Dark Crystal                                                                     | Sierra On-Line               | Jeu d'aventure                                | Apple II, Atari 8-bit                                              |
| 1982  | Dragon's Keep                                                                    | Al Lowe                      | Jeu d'aventure                                | Apple II – Atari 8-bit                                             |
| 1982  | Frogger                                                                          | Olaf Lubeck                  | Jeu d'action                                  | Apple II, C64                                                      |
| 1982  | Golf Challenge                                                                   | Blair Hadfield               | Jeu de sport                                  | Apple II, Atari 8-bit                                              |
| 1982  | Lunar Leepers                                                                    | Chuck Benton                 | Shoot 'em up                                  | Apple II, Atari 8-bit, IBM PC                                      |
| 1982  | Marauder                                                                         | Rorke Weigandt, Eric Hammond | Jeu de labyrinthe                             | Apple II – Atari 8-bit                                             |
| 1982  | Mouskattack                                                                      | John Harris, Ken Williams    | Jeu de labyrinthe                             | Apple II – Atari 8-bit, IBM PC                                     |
| 1982  | Pest Patrol                                                                      | Mark Allen                   | Jeu d'action                                  | Apple II                                                           |
| 1982  | Time Zone                                                                        | On-Line Systems              | Jeu d'aventure                                | Apple II                                                           |
| 1982  | Ultima II: The Revenge of the Enchantress                                        | Richard Garriott             | Jeu vidéo de rôle                             | Apple II, Atari 8-bit, C64, DOS, FM-7, PC-98                       |
|       |                                                                                  |                              |                                               |                                                                    |
| 1983  | Apple Cider Spider (en)                                                          | Ivan Strand                  | Jeu de plates-formes                          | Apple II                                                           |
| 1983  | B.C.'s Quest for Tires                                                           | Sydney Development           | Jeu d'action                                  | Apple II, Atari 8-bit, ColecoVision, C64, IBM PC, MSX, ZX Spectrum |
| 1983  | Homeword                                                                         |                              | Traitement de texte                           | Apple II, C64, IBM PC                                              |
| 1983  | Learning With the Leeper                                                         |                              | Jeu éducatif                                  | Apple II, Atari 8-bit, C64                                         |
| 1983  | Mine Shaft                                                                       |                              |                                               | Apple II                                                           |
| 1983  | Mr. Cool                                                                         |                              |                                               | Atari 8-bit                                                        |
| 1983  | Oil's Well                                                                       | Thomas J. Mitchell           | Jeu de labyrinthe                             | Apple II, Atari 8-bit, C64                                         |
| 1983  | Sammy Lightfoot                                                                  | Warren Schwader              | Jeu de plates-formes                          | Apple II, ColecoVision, C64, IBM PC                                |
| 1983  | Stunt Flyer                                                                      |                              | Jeu de simulation                             | C64                                                                |
| 1983  | Troll's Tale                                                                     | Sunyside Soft                | Jeu d'aventure                                | Apple II – Atari 8-bit                                             |
| 1983  | Ultima: Escape from Mt. Drash (en)                                               | Sierra On-Line               | Jeu vidéo de rôle                             | VIC-20                                                             |
| 1983  | Ween: The Prophecy                                                               |                              | Jeu d'aventure                                |                                                                    |
| 1984  | B.C. II: Grog's Revenge                                                          | Sydney Development           | Jeu d'action                                  | C64, ColecoVision, MSX, ZX Spectrum                                |
| 1984  | Championship Boxing                                                              | Evryware                     | Jeu de sport                                  | IBM PC - Apple II, C64, Mac                                        |
| 1984  | Donald Duck's Playground (en)                                                    | Sierra On-Line               | Jeu éducatif                                  | Apple II, Amiga, Atari ST, C64, IBM PC                             |
| 1984  | King's Quest: Quest for the Crown                                                | Sierra On-Line               | Jeu d'aventure                                | Apple II, Amiga, Atari ST, IBM PC, Tandy 1000, Master System       |
| 1984  | Mickey's Space Adventure                                                         | Sierra On-Line               | Jeu éducatif                                  | Apple II, C64, IBM PC, TRS-80                                      |
| 1984  | Learning with FuzzyWOMP (en)                                                     |                              | Jeu éducatif                                  |                                                                    |
| 1984  | Story Maker                                                                      |                              |                                               | Apple II, C64, IBM PC                                              |
| 1984  | WizType                                                                          |                              |                                               |                                                                    |
|       |                                                                                  |                              |                                               |                                                                    |
| 1985  | King's Quest II: Romancing the Throne                                            | Sierra On-Line               | Jeu d'aventure                                | Amiga, Apple II, Atari ST, IBM PC, Tandy 1000                      |
|       |                                                                                  |                              |                                               |                                                                    |
| 1986  | Black Cauldron (en)                                                              | Sierra On-Line               | Jeu d'aventure                                | Amiga, Apple II, Atari ST, IBM PC                                  |
| 1986  | King's Quest III: To Heir is Human                                               | Sierra On-Line               | Jeu d'aventure                                | Amiga, Apple II, Atari ST, DOS, Mac, PCjr                          |
| 1986  | Space Quest: The Sarien Encounter                                                | Sierra On-Line               | Jeu d'aventure                                | Amiga, Atari ST, IBM PC, Mac                                       |
| 1986  | Winnie the Pooh in the Hundred Acre Wood (en)                                    | Sierra On-Line               | Jeu éducatif                                  | Apple II, Amiga, Atari ST, C64, IBM PC                             |
| 1986  | Wrath of Denethenor                                                              |                              |                                               |                                                                    |
|       |                                                                                  |                              |                                               |                                                                    |
| 1987  | Ballades au pays de Mère l'Oie                                                   |                              | Jeu éducatif                                  |                                                                    |
| 1987  | Space Quest II: Vohaul's Revenge                                                 | Sierra On-Line               | Jeu d'aventure                                |                                                                    |
| 1987  | Leisure Suit Larry: In the Land of the Lounge Lizards                            | Sierra On-Line               | Jeu d'aventure                                |                                                                    |
| 1987  | Police Quest: In Pursuit of the Death Angel                                      | Sierra On-Line               | Jeu d'aventure                                | Apple II, Amiga, Atari ST, IBM PC, Mac                             |
| 1987  | 3-D Helicopter Simulator                                                         |                              |                                               |                                                                    |
| 1987  | Thexder                                                                          | Game Arts                    | Shoot 'em up                                  | Apple II, Amiga, Atari ST, IBM PC, Mac, Tandy, TRS-80              |
|       |                                                                                  |                              |                                               |                                                                    |
| 1988  | King's Quest IV: The Perils of Rosella                                           |                              | Jeu d'aventure                                | Apple II, Amiga, Atari ST, IBM PC                                  |
| 1988  | Leisure Suit Larry II: Goes Looking for Love (in Several Wrong Places)           | Sierra On-Line               | Jeu d'aventure                                |                                                                    |
| 1988  | Police Quest II: The Vengeance                                                   |                              | Jeu d'aventure                                |                                                                    |
| 1988  | Manhunter: New York                                                              |                              | Jeu d'aventure                                |                                                                    |
| 1988  | Gold Rush!                                                                       | Doug et Ken MacNeill         | Jeu d'aventure                                | Amiga, Atari ST, Apple II, IBM PC, Mac                             |
|       |                                                                                  |                              |                                               |                                                                    |
| 1989  | Codename: ICEMAN                                                                 |                              |                                               |                                                                    |
| 1989  | Colonel's Bequest                                                                |                              |                                               |                                                                    |
| 1989  | Quest for Glory: So You Want to Be a Hero                                        |                              | Jeu d'aventure                                | Amiga, Atari ST, IBM PC, Mac                                       |
| 1989  | Leisure Suit Larry III : Patti la passion à la poursuite des pectoraux puissants | Sierra On-Line               | Jeu d'aventure                                |                                                                    |
| 1989  | Manhunter 2: San Francisco                                                       |                              | Jeu d'aventure                                |                                                                    |
| 1989  | Space Quest III: The Pirates of Pestulon                                         | Sierra On-Line               | Jeu d'aventure                                |                                                                    |
|       |                                                                                  |                              |                                               |                                                                    |
| 1990  | King's Quest V: Absence Makes the Heart go Yonder                                |                              | Jeu d'aventure                                |                                                                    |
| 1990  | Police Quest III: The Kindred                                                    |                              | Jeu d'aventure                                |                                                                    |
| 1990  | Quest for Glory II: Trial by Fire                                                |                              | Jeu d'aventure                                |                                                                    |
| 1990  | Conquests of Camelot: The Search for the Grail                                   |                              | Jeu d'aventure                                | Amiga, Atari ST, IBM PC                                            |
| 1990  | Fire Hawk: Thexder The Second Contact                                            |                              |                                               |                                                                    |
| 1990  | Hoyle's Official Book of Games: Volume 2                                         |                              |                                               |                                                                    |
| 1990  | Oil's Well                                                                       |                              |                                               |                                                                    |
| 1990  | Red Baron                                                                        | Dynamix                      | Simulateur de vol                             | PC, Amiga                                                          |
| 1990  | Rise of the Dragon                                                               | Dynamix                      | Jeu d'aventure                                | Mega-CD, DOS, Amiga, Mac OS                                        |
| 1990  | Sorcerian                                                                        | Nihon Falcom                 | Action-RPG                                    |                                                                    |
| 1990  | Zeliard                                                                          |                              |                                               |                                                                    |
|       |                                                                                  |                              |                                               |                                                                    |
| 1991  | Adventures of Willy Beamish                                                      | Dynamix                      | Jeu d'aventure                                | Amiga, DOS, Mac OS, Mega-CD                                        |
| 1991  | Space Quest IV: Roger Wilco and the Time Rippers                                 | Sierra On-Line               | Jeu d'aventure                                |                                                                    |
| 1991  | Leisure Suit Larry V : Passionate Patti se fait détective privée                 | Sierra Entertainment         | Jeu d'aventure                                |                                                                    |
| 1991  | Laura Bow II: Dagger of Amon Ra                                                  |                              | Jeu d'aventure                                |                                                                    |
| 1991  | EcoQuest : Le Secret de la cité engloutie                                        | Coktel Vision                | Jeu d'aventure                                | PC                                                                 |
| 1991  | EcoQuest 2 : SOS Forêt Vierge                                                    | Coktel Vision                | Jeu d'aventure                                | PC                                                                 |
| 1991  | Castle of Dr. Brain                                                              |                              |                                               |                                                                    |
| 1991  | Conquests of the Longbow: The Legend of Robin Hood                               | Sierra On-Line               | Jeu d'aventure                                | DOS                                                                |
| 1991  | Gobliiins                                                                        | Coktel Vision                | Jeu d'aventure                                |                                                                    |
| 1991  | Heart of China                                                                   | Dynamix                      | Jeu d'aventure                                | Amiga, DOS, Mac OS                                                 |
| 1991  | Hoyle's Official Book of Games: Volume 3                                         | Sierra On-Line               | Jeu de cartes                                 | DOS                                                                |
| 1991  | Jones in the Fast Lane                                                           | Sierra On-Line               | Simulation de vie                             | DOS                                                                |
| 1991  | Mixed-Up Fairy Tales                                                             |                              |                                               |                                                                    |
| 1991  | Nova 9: The Return of Gir Draxon                                                 | Dynamix                      | Jeu de tir                                    | Amiga, DOS                                                         |
| 1991  | Mixed-Up Mother Goose (remake)                                                   |                              |                                               |                                                                    |
| 1991  | Stellar 7 (remake)                                                               |                              | Jeu de simulation                             |                                                                    |
| 1991  | Red Baron: Mission Builder                                                       | Dynamix                      | Jeu de simulation                             |                                                                    |
| 1992  | King's Quest VI: Heir Today, Gone Tomorrow                                       |                              | Jeu d'aventure                                |                                                                    |
|       |                                                                                  |                              |                                               |                                                                    |
| 1992  | Aces of the Pacific                                                              | Dynamix                      | Jeu de simulation                             | Amiga, PC                                                          |
| 1992  | Quest for Glory III: Wages of War                                                |                              | Jeu d'aventure                                |                                                                    |
| 1992  | Air Bucks                                                                        | Impressions Games            | Simulation économique                         | Amiga, Atari ST, DOS                                               |
| 1992  | Gobliins 2: The Prince Buffoon                                                   | Coktel Vision                | Jeu d'aventure                                | Amiga, Atari ST, DOS                                               |
| 1992  | Incredible Machine                                                               | Jeff Tunnell Productions     | Jeu de réflexion                              | DOS, Mac OS                                                        |
|       |                                                                                  |                              |                                               |                                                                    |
| 1993  | Aces Over Europe                                                                 | Dynamix                      | Jeu de simulation                             | PC                                                                 |
| 1993  | Space Quest V: Roger Wilco in the Next Mutation                                  | Sierra On-Line               | Jeu d'aventure                                |                                                                    |
| 1993  | Leisure Suit Larry VI : Tu t'accroches ou tu décroches !                         | Sierra Entertainment         | Jeu d'aventure                                |                                                                    |
| 1993  | Police Quest IV: Open Season                                                     |                              | Jeu d'aventure                                |                                                                    |
| 1993  | Gabriel Knight: Sins of the Fathers                                              | Jane Jensen                  | Jeu d'aventure                                | IBM PC, Mac                                                        |
| 1993  | Goblins 3                                                                        | Sierra On-Line               | Jeu d'aventure                                | Amiga, DOS                                                         |
| 1993  | Freddy Pharkas: Frontier Pharmacist                                              | Al Lowe                      | Jeu d'aventure                                | IBM PC, Mac                                                        |
| 1993  | Betrayal at Krondor                                                              | Dynamix                      | Jeu vidéo de rôle                             | IBM PC                                                             |
| 1993  | Sid and Al's Incredible Toons                                                    | Dynamix                      | Jeu de réflexion                              | PC                                                                 |
|       |                                                                                  |                              |                                               |                                                                    |
| 1994  | Aces of the Deep                                                                 | Dynamix                      | Jeu de simulation                             | PC                                                                 |
| 1994  | King's Quest VII: The Princeless Bride                                           |                              | Jeu d'aventure                                |                                                                    |
| 1994  | Quest for Glory IV: Shadows of Darkness                                          |                              | Jeu d'aventure                                |                                                                    |
| 1994  | Outpost                                                                          | Sierra On-Line               | Jeu de gestion                                | PC, Mac                                                            |
| 1994  | Alien Legacy                                                                     | Ybarra Productions           | Jeu de gestion                                | DOS                                                                |
| 1994  | Detroit                                                                          | Impressions Games            | Simulation économique                         | Amiga, DOS                                                         |
| 1994  | Lode Runner: The Legend Returns                                                  | Presage Software             | Jeu de plates-formes                          | PC, Macintosh, Saturn, PlayStation                                 |
| 1994  | Metaltech: Battledrome                                                           | Dynamix                      | Jeu de simulation                             | PC                                                                 |
| 1994  | Metaltech: Earthsiege                                                            | Dynamix                      | Jeu de simulation                             | PC                                                                 |
| 1994  | Woodruff et le Schnibble d'Azimuth                                               | Coktel Vision                | Jeu d'aventure                                | Windows                                                            |
| 1994  | Playtoons 1 : Oncle Archibald                                                    | Coktel Vision                | Jeu d'aventure                                | Windows, Mac OS                                                    |
| 1994  | Playtoons 2 : Spirou - Micmac à Champignac                                       | Coktel Vision                | Jeu d'aventure                                | Windows, Mac OS                                                    |
| 1995  | Caesar II                                                                        | Impressions Games            | Gestion de cité                               | PC, Mac                                                            |
| 1995  | Conqueror A.D. 1086                                                              | Software Sorcery             | Jeu vidéo de stratégie                        | PC                                                                 |
| 1995  | Beast Within, The: A Gabriel Knight Mystery                                      |                              | Jeu d'aventure                                |                                                                    |
| 1995  | Last Dynasty, The                                                                | Coktel Vision                | Simulation de combat spatial, film interactif |                                                                    |
| 1995  | Police Quest: SWAT                                                               |                              | Jeu d'aventure                                |                                                                    |
| 1995  | Space Quest 6: The Spinal Frontier                                               | Sierra On-Line               | Jeu d'aventure                                |                                                                    |
| 1995  | Phantasmagoria                                                                   |                              | Jeu d'aventure                                | IBM PC, Mac, PlayStation, Saturn                                   |
| 1995  | Playtoons 3 : Le Secret du château                                               | Coktel Vision                | Jeu d'aventure                                | Windows, Mac OS                                                    |
| 1995  | Playtoons 4 : Spirou - Le Prince Mandarine                                       | Coktel Vision                | Jeu d'aventure                                | Windows, Mac OS                                                    |
| 1995  | Playtoons 5 : La Pierre de Wakan                                                 | Coktel Vision                | Jeu d'aventure                                | Windows, Mac OS                                                    |
| 1995  | Urban Runner                                                                     | Coktel Vision                | Jeu d'aventure                                | PC                                                                 |
| 1995  | Torin's Passage                                                                  |                              | Jeu d'aventure                                |                                                                    |
|       |                                                                                  |                              |                                               |                                                                    |
| 1996  | 3-D Ultra Pinball: Creep Night                                                   | Dynamix                      | Jeu vidéo de flipper                          | PC, Mac                                                            |
| 1996  | CyberGladiators                                                                  | K.A.A.                       | Combat                                        | PC                                                                 |
| 1996  | Birthright: The Gorgon's Alliance                                                | Synergistic Software         | Stratégie au tour par tour                    | PC                                                                 |
| 1996  | Earthsiege 2                                                                     | Dynamix                      | Jeu de simulation                             | PC                                                                 |
| 1996  | Hunter Hunted                                                                    | Dynamix                      | Jeu de plates-formes                          | PC                                                                 |
| 1996  | Leisure Suit Larry VII : Drague en haute mer                                     | Sierra Entertainment         | Jeu d'aventure                                |                                                                    |
| 1996  | Lighthouse: The Dark Being                                                       |                              | Jeu d'aventure                                |                                                                    |
| 1996  | Lords of the Realm II                                                            | Impressions Games            | Jeu de stratégie                              | PC, Mac                                                            |
| 1996  | MissionForce: CyberStorm                                                         | Dynamix                      | Stratégie au tour par tour                    | PC                                                                 |
| 1996  | Phantasmagoria II : Obsessions fatales                                           |                              | Jeu d'aventure                                |                                                                    |
| 1996  | Rama                                                                             | Dynamix                      | Jeu d'aventure                                |                                                                    |
| 1996  | Rise and Rule of Ancient Empires                                                 | Impressions Games            | Jeu vidéo de stratégie                        | PC                                                                 |
| 1996  | Robert E. Lee: Civil War General                                                 | Impressions Games            | Wargame                                       |                                                                    |
| 1996  | Silent Thunder: A-10 Tank Killer II                                              | Dynamix                      | Simulateur de vol                             | PC                                                                 |
| 1996  | Shivers                                                                          | Sierra On-Line               | Jeu d'aventure                                |                                                                    |
| 1996  | Space Bucks                                                                      | Impressions Games            | Simulation économique                         | PC                                                                 |
|       |                                                                                  |                              |                                               |                                                                    |
| 1997  | 3D Ultra Minigolf                                                                |                              |                                               |                                                                    |
| 1997  | Cyclone : Cité des âmes Perdues                                                  |                              | Jeu d'aventure                                |                                                                    |
| 1997  | Betrayal in Antara                                                               |                              | Jeu d'aventure                                |                                                                    |
| 1997  | Civil War Generals II                                                            | Impressions Games            | Wargame                                       | PC                                                                 |
| 1997  | Outpost 2: Divided Destiny                                                       | Dynamix                      | Jeu de gestion                                |                                                                    |
| 1997  | Red Baron II                                                                     | Dynamix                      | Simulateur de vol                             | PC                                                                 |
| 1997  | Lords of Magic                                                                   | Impressions Games            | Jeu de stratégie                              | PC                                                                 |
| 1997  | Lords of the Realm II: Siege Pack (extension)                                    | Impressions Games            | Jeu de stratégie                              | PC                                                                 |
| 1997  | Diablo: Hellfire (extension)                                                     | Synergistic Software         | Action-RPG                                    | PC                                                                 |
|       |                                                                                  |                              |                                               |                                                                    |
| 1998  | King's Quest VIII: Mask of Eternity                                              | Sierra On-Line               | Jeu d'aventure                                |                                                                    |
| 1998  | Police Quest: SWAT 2                                                             |                              | Jeu d'aventure                                |                                                                    |
| 1998  | Caesar III                                                                       | Impressions Games            | Gestion de cité                               | PC, Mac                                                            |
| 1998  | Half-Life                                                                        | Valve Corporation            | Tir à la première personne                    | Windows, Mac OS, Linux, PlayStation 2                              |
| 1998  | Football Manager : Saison 98/99                                                  | Impressions Games            | Jeu vidéo de football                         | PC                                                                 |
| 1998  | CyberStorm 2: Corporate Wars                                                     | Dynamix                      | Stratégie au tour par tour                    | PC                                                                 |
| 1998  | Starsiege: Tribes                                                                | Dynamix                      | Tir à la première personne                    | PC                                                                 |
|       |                                                                                  |                              |                                               |                                                                    |
| 1999  | 3-D Ultra Radio Control Racers                                                   | Dynamix                      | Jeu de course                                 | PC                                                                 |
| 1999  | Quest for Glory V: Dragon Fire                                                   |                              | Jeu d'aventure                                |                                                                    |
| 1999  | Half-Life: Opposing Force                                                        | Gearbox Software             | Tir à la première personne                    | Windows, Mac OS, Linux                                             |
| 1999  | Team Fortress Classic                                                            | Valve Corporation            | Tir à la première personne                    | Windows, Linux                                                     |
| 1999  | Gabriel Knight: Blood of the Sacred, Blood of the Damned                         | Sierra On-Line               | Jeu d'aventure                                | Windows                                                            |
| 1999  | Pharaon                                                                          | Impressions Games            | Gestion de cité                               | Windows, Mac OS                                                    |
| 1999  | Homeworld                                                                        | Relic Entertainment          | Stratégie temps réel                          | Windows, Mac OS, Linux                                             |
| 1999  | Starsiege                                                                        | Dynamix                      | Jeu de simulation                             | PC                                                                 |
| 1999  | SWAT 3: Close Quarters Battle                                                    | Sierra Northwest             | Jeu de tir tactique                           | PC                                                                 |
| 1999  | Family Fun Software : Enigme Mania                                               | Sierra On-Line               | Logiciel ludo-éducatif                        | PC                                                                 |
| 1999  | Family Fun Software : L'Aventure Cérébrale                                       | Sierra On-Line               | Logiciel ludo-éducatif                        | PC                                                                 |
|       |                                                                                  |                              |                                               |                                                                    |
| 2000  | 3-D Ultra Pinball : Le Grand Huit                                                | Dynamix                      | Jeu vidéo de flipper                          | PC - Game Boy Color                                                |
| 2000  | Counter-Strike                                                                   | Valve Corporation            | Tir à la première personne                    | Windows                                                            |
| 2000  | Le Maître de l'Olympe : Zeus                                                     | Impressions Games            | Gestion de cité                               | Windows, Mac OS                                                    |
| 2000  | Cléopâtre : La Reine du Nil (extension)                                          | Impressions Games            | Gestion de cité                               | Windows, Mac OS                                                    |
| 2000  | Ground Control                                                                   | Massive Entertainment        | Stratégie temps réel                          | Windows                                                            |
| 2000  | Ground Control: Dark Conspiracy                                                  | Massive Entertainment        | Stratégie temps réel                          | Windows                                                            |
|       |                                                                                  |                              |                                               |                                                                    |
| 2001  | Aliens versus Predator 2                                                         | Monolith Productions         | Tir à la première personne                    | PC                                                                 |
| 2001  | Arcanum : Engrenages et sortilèges                                               | Troika Games                 | Jeu vidéo de rôle                             | PC                                                                 |
| 2001  | Empire Earth                                                                     | Stainless Steel Studios      | Stratégie en temps réel                       | PC                                                                 |
| 2001  | Half-Life: Blue Shift                                                            | Gearbox Software             | Tir à la première personne                    | PC, Linux                                                          |
| 2001  | Half-Life: Decay                                                                 | Gearbox Software             | Tir à la première personne                    | PlayStation 2                                                      |
| 2001  | Throne of Darkness                                                               | Click Entertainment          | Action-RPG                                    | PC                                                                 |
|       |                                                                                  |                              |                                               |                                                                    |
| 2002  | Empereur : L'Empire du milieu                                                    | BreakAway Games              | Gestion de cité                               | PC                                                                 |
|       |                                                                                  |                              |                                               |                                                                    |
| 2003  | Contract J.A.C.K.                                                                | Monolith Productions         | Tir à la première personne                    | PC                                                                 |
| 2003  | SWAT: Global Strike Team                                                         | Argonaut Games               | Jeu de tir tactique                           | PlayStation 2, Xbox                                                |
|       |                                                                                  |                              |                                               |                                                                    |
| 2004  | Lords of the Realm III                                                           | Impressions Games            | Jeu de stratégie                              | PC                                                                 |
| 2004  | Tribes Vengeance                                                                 | Irrational Games             | Jeu de tir / fast FPS                         | PC                                                                 |
| 2005  | SWAT 4                                                                           | Irrational Games             | Jeu de tir tactique                           | PC                                                                 |
| 2006  | Caesar IV                                                                        | Tilted Mill                  | Gestion de cité                               | PC                                                                 |
| 2007  | SWAT: Target Liberty                                                             | 3G Studios                   | Jeu de tir tactique                           | PlayStation Portable                                               |